# Bratz: Rock Angelz
Bratz: Rock Angelz är en amerikansk datoranimerad film från 2005 i regi av Mucci Fassett, baserad på dockserien Bratz, skapad av MGA Entertainment. Filmen, som hade premiär i USA den 4 oktober 2005, är den andra filmen i Bratz-serien, efter Bratz: Starrin' & Stylin', som hade premiär år 2004. Ett datorspel, vars titel också är Bratz: Rock Angelz, släpptes i samband med filmens premiär.

## Rollista (i urval)
| Figur              | Engelsk originalröst | Svensk originalröst |
| ------------------ | -------------------- | ------------------- |
| Cloe               | Olivia Hack          | Maria Simonsson     |
| Jade               | Soleil Moon Frye     | Nicole Gylemo       |
| Yasmin             | Dionne Quan          | Emilia Bongilaj     |
| Sasha              | Tia Mowry            | Anna Nordell        |
| Cameron            | Charlie Schlatter    | Leo Hallerstam      |
| Dylan              | Ogie Banks           | Nick Atkinson       |
| Kirstee            | Kaley Cuoco          | Elina Raeder        |
| Kaycee             | Lacey Chabert        | Elina Raeder        |
| Burdine Maxwell    | Wendie Malick        | My Holmsten         |
| Byron Powell       | Greg Ellis           | Albin Flinkas       |
| Nigel Forrester IX | Greg Ellis           | Albin Flinkas       |